# Rudolf Indruch
Rudolf Indruch (ur. 7 lutego 1892 we Lwowie, zm. 27 stycznia 1927 tamże) – architekt, kapitan saperów Wojska Polskiego.

## Życiorys
Był synem Czeszki i Słowaka Jana Indrucha. W 1910 ukończył VII klasę i zdał egzamin dojrzałości w C. K. I Wyższej Szkole Realnej we Lwowie.
W czasie I wojny światowej walczył w szeregach cesarskiej i królewskiej armii. Jego oddziałem macierzystym był pułk piechoty nr 95. Na stopień podporucznika został mianowany ze starszeństwem z 1 stycznia 1916 w korpusie oficerów rezerwy piechoty. Brał udział w obronie Lwowa w trakcie trwającej wojny polsko-ukraińskiej. W 1920 bronił miasta przed bolszewikami. Ciężko ranny w wyniki postrzału w płuco, do końca życia chorował na gruźlicę.
1 czerwca 1921, w stopniu kapitana, pełnił służbę w Dziale Budowlano-Kwaterunkowym Dowództwa Okręgu Generalnego Lwów, a jego oddziałem macierzystym był 6 pułk saperów w Przemyślu. 8 stycznia 1924 został zatwierdzony w stopniu kapitana ze starszeństwem z dniem 1 czerwca 1919 i 129. lokatą w korpusie oficerów rezerwy inżynierii i saperów. Posiadał wówczas przydział w rezerwie do 7 pułku saperów wielkopolskich w Poznaniu.
Został inżynierem architektem. Był autorem projektu Cmentarza Obrońców Lwowa, wybranego drogą konkursu w 1921. Pomimo formalnego braku wykształcenia (nie miał obronionej pracy magisterskiej), lecz dzięki włożonej ciężkiej pracy i zapałowi wygrał konkurs na projekt cmentarza Orląt oraz Pomnik Obrońców Lwowa na Persenkówce. Projekt cmentarza wykonał, nie pobierając żadnej opłaty.
Zdaniem współczesnych z jego dziełem „mogą być porównywane tylko drewniane cmentarze w Beskidzie Niskim” zaprojektowane przez słowackiego architekta Dušana Jurkoviča.

## Ordery i odznaczenia
- Medal Niepodległości – pośmiertnie 22 kwietnia 1938 za pracę w dziele odzyskania niepodległości[11]
- Signum Laudis Srebrny Medal Zasługi Wojskowej z mieczami na wstążce Krzyża Zasługi Wojskowej,
- Signum Laudis Brązowy Medal Zasługi Wojskowej z mieczami na wstążce Krzyża Zasługi Wojskowej,
- Srebrny Medal Waleczności 1 klasy,
- Krzyż Wojskowy Karola[3].